# Claude Béglé
Claude Béglé, né le 4 décembre 1949 à Berne (originaire de Liestal et de Lausanne), est un chef d'entreprise et homme politique suisse.

## Biographie
Claude Béglé naît le 4 décembre 1949 à Berne. Il est originaire de Liestal, dans le canton de Bâle-Campagne, et de Lausanne.

Il commence une vie de globe-trotter après avoir obtenu un doctorat en économie et deux maîtrises en relations internationales et en droit.
Il est marié et père de six enfants.

### Parcours professionnel
Il commence sa carrière au Département fédéral des affaires étrangères, puis pour le comité international de la Croix-Rouge au Népal, au Liban et au Zimbabwe. Il travaille ensuite pour Nestlé au Mexique, en Égypte, en Espagne, au Nigeria, en Équateur, en Colombie, en Tchécoslovaquie, ainsi qu'au siège du groupe en Suisse, occupant des fonctions allant du marketing et des ventes à la recherche et développement, puis les fusions-acquisitions et la gestion. Par la suite, il travaille pour Philip Morris comme directeur général en Pologne.
En 1997, il devient vice-président de TNT Express pour l'Europe, avec la responsabilité de plus de cinquante pays. Il est ensuite nommé directeur-général délégué de Geopost à Paris et président du Groupe DPD en Allemagne, dirigeant ainsi l'activité internationale de la Poste française dans le domaine des colis et de la logistique à travers toute l'Europe, ainsi que des filiales ailleurs dans le monde, avec 26 000 employés. Il rejoint alors la Deutsche Post en 2005 et dirige DHL Express en Allemagne, ainsi qu'en Suisse, Autriche et en Europe de l'Est. Il se retrouve alors à la tête de quelque 40 000 employés, avec un chiffre d'affaires de 8 milliards de dollars. Puis il s'occupe d'un projet de nature politique en Chine.
Le 25 juin 2008, il est nommé par le Conseil fédéral président du Conseil d'administration de La Poste Suisse en remplacement d'Anton Menth. D'emblée, ce choix ne convient pas à une partie de l'équipe en place, qui y voit une menace, car il est remuant[réf. nécessaire]. À ce poste, il cherche à développer les activités du groupe, en particulier en demandant une licence bancaire et en misant sur le développement des services à hautes valeurs ajoutées (notamment numériques) pour compenser la baisse du volume du courrier. Au début du mois de décembre 2009, il annonce dans les médias vouloir étendre les activités du groupe à l'étranger pour y faire des bénéfices et ainsi payer le service public en Suisse. Ceci se passe sur fond de tensions avec le directeur général, qui est démis de ses fonctions par le conseil d'administration ; cette démission entraîne à son tour le départ de deux membres du conseil d'administration. Après quelques semaines de battage médiatique, il annonce, le 19 janvier 2010, sa démission avec effet immédiat. Il est remplacé, dès le lendemain, par Peter Hasler.
Claude Béglé est alors chargé par le Conseil d'État du canton de Genève de concevoir sa stratégie Cleantech. Il collabore avec Arnold Schwarzenegger en tant qu'ambassadeur de sa fondation R20. Il entre aussi dans la Clinton Global Initiative. Il fonde Symbioswiss, dont il est le président ; au-travers de celle-ci, il participe au développement de plusieurs start-ups, dont Swiss NeWater.
Il lance certains projets d'envergure, notamment la conception d'un nouveau centre industriel à Singapour, pour le compte du ministère du commerce. Il préside Peter Lang, une société de publications académiques. Il participe aussi à des projets dans le domaine des nouvelles technologies : big data et disruptive business models à Bangalore et artificial intelligence à Lausanne.

## Parcours politique
Après avoir été coprésident du PDC Vaud, il devient conseiller national en 2015. Il siège au sein de la Commission de politique extérieure. Il a déposé une centaine d'interventions, dont quatorze sur lesquelles le Conseil fédéral est entré en matière.[réf. nécessaire]
Il est épinglés par la presse pour ses tweets, dont une série qualifiée de « naïfs » sur la Corée du Nord.
Il perd son siège lors des élections fédérales du 20 octobre 2019.
À la suite de l'annonce de sa retraite politique par Valérie Dittli, nouvelle présidente du Centre (anciennement PDC) Vaud, il choisit de quitter le parti le jour suivant cette annonce. Il demande en 2022 à adhérer au Parti libéral-radical de Pully, mais se voit essuyer un refus par le comité dudit parti. Il adhère à l'UDC de Pully en juillet 2023, le justifiant notamment par l'importance de la défense de la neutralité suisse pour la prospérité économique et la réputation de la Suisse.
Le 12 mars 2025, il obtient cinq suffrages lors de l'élection d'un membre du Conseil fédéral, empêchant vraisemblablement l'élection de Martin Pfister au premier tour.

## Publications
- Effets d’un investissement de Nestlé sur le développement: le cas de Chiapas, Mexique. Imprimerie La Concorde, Lausanne 1976.
- La planification du développement au Népal. P. Lang, Bern/Frankfurt/Las Vegas 1979 (Europäische Hochschulschriften. Reihe 31: Politikwissenschaft. Band 15).
- Un colis piégé. Choc de cultures à la Poste. Les rouages discrets des institutions suisses. Éditions Favre, 2018,  (ISBN 978-2-8289-1214-7).